# Platycentrus obtusicornis
Platycentrus obtusicornis är en insektsart som beskrevs av Carl Stål. Platycentrus obtusicornis ingår i släktet Platycentrus och familjen hornstritar. Inga underarter finns listade i Catalogue of Life.